# Cappadocia
La Cappadocia (AFI: /kappaˈdɔʧa/; in turco Kapadokya dal persiano antico Katpatuka; in greco antico: Καππαδοκία?, Kappadokía; in armeno Կապադովկիա?, Kapadovkia) è una regione storico-geografica dell'Asia minore. Situata nel cuore della penisola anatolica, si estende a nord dei monti dell'Antitauro, fra le antiche regioni del Ponto, della Galazia e della Cilicia, mentre ad oriente è delimitata dall'alto corso del fiume Eufrate, ed è attraversata da est a nord-ovest dal fiume Kızılırmak (Halys nelle fonti greche). La posizione geografica, a cavallo fra l'Asia minore e la Mesopotamia, ha fatto per secoli della Cappadocia un crocevia di rotte commerciali, oltre che l'oggetto di ripetute invasioni di popoli stranieri.

## Etimologia
Il toponimo greco antico Καππαδοκία (Kappadokía), che compare per la prima volta nelle Storie di Erodoto, viene generalmente ricondotto all'antico persiano  (Katpatuka), la cui origine è però incerta.
Una delle più antiche menzioni di tale toponimo persiano si trova nelle iscrizioni di Bisotun, dove la Cappadocia viene annoverata fra le satrapie dell'impero achemenide sotto il regno di Dario I.
Alcuni studiosi hanno ipotizzato una derivazione dall'ittita katta padda, con il significato di «terra bassa». Il termine sarebbe poi passato nella lingua persiana con l'aggiunta del suffisso -uk, che indica relazione: Katpatuka significherebbe quindi «[regione] della terra bassa», forse in riferimento al corso del fiume Halys, che in Cappadocia comincia a discendere verso il mar Nero. Un'altra ipotesi si rifà a una persianizzazione del toponimo ittita Kizzuwatna, che in antico indicava una zona dell'Anatolia sudorientale ai piedi dei monti del Tauro, vagamente localizzabile fra la Cilicia e la Cappadocia.
Secondo un'altra ricostruzione, filologicamente poco attendibile, il termine deriverebbe dal persiano Huw-aspa-dahyu, «terra dei buoni cavalli». In effetti, fin dall'antichità la Cappadocia era rinomata come terra di cavalli di particolare pregio, portati talvolta in dono ai sovrani assiri e poi persiani.

## Geografia fisica
È piuttosto complicato tracciare gli esatti confini della Cappadocia, poiché non si tratta di un territorio amministrativamente diviso né ben delimitato dal punto di vista storico e geografico. La regione storicamente identificata con la Cappadocia, pur nella mutabilità dei suoi confini, comprende porzioni delle moderne province turche di Nevşehir, Kayseri, Kırşehir, Aksaray, Niğde. Le città principali sono Kayseri (anticamente Cesarea in Cappadocia), Sivas e Kırşehir.
Può essere approssimativamente considerata come un quadrato di 70 chilometri di lato, che comprende, tra le altre, le città di Aksaray e Nevşehir e grandi abitati. Gli abitanti dell'area non raggiungono la soglia del milione di abitanti, ma gli insediamenti sono così vicini gli uni agli altri, che danno l'impressione di essere una sola città estesa su una regione molto vasta.
Si distingue per i suoi paesaggi ricchi di cavità e grotte, caratterizzati da piramidi di terra di origine vulcanica, chiamate «camini delle fate». La sua conformazione geologica è unica al mondo, così come il suo patrimonio storico e culturale: il parco nazionale di Göreme e i siti rupestri della Cappadocia sono stati inseriti fra i patrimoni dell'umanità dell'UNESCO nel 1985.

### Geologia

Veduta panoramica dei camini delle fate nel parco nazionale di Göreme

Il paesaggio unico della Cappadocia è il risultato del dispiegarsi di forze naturali nel corso di millenni.
Circa 60 milioni di anni fa, si formò la catena montuosa del Tauro nell'Anatolia meridionale, nella stessa epoca in cui si formava in Europa la catena alpina.
La formazione delle cordigliera del Tauro creò numerosi burroni e depressioni in Anatolia centrale. Dieci milioni di anni fa, queste depressioni sono state riempite da magma vulcanico e altre materiali provenienti dai numerosi vulcani in eruzione in Anatolia centrale, in particolare i vulcani Erciyes, Keciboyduran, Develi, Göllü Dagi e Melendiz.
Gradualmente, le depressioni andarono scomparendo, trasformando la regione in un altopiano. Tuttavia, il minerale che colmò la depressione non è molto resistente all'azione erosiva del vento, della pioggia, dei fiumi, e alle escursioni termiche, di modo che l'erosione è stata in grado di "scolpire" le numerose valli delle quali la Cappadocia va famosa.
Tra i più importanti abitati vi sono Aksaray, Nevşehir, Kayseri, Ürgüp, Uçhisar, Niğde, Gülşehir, Gülağaç. Alcuni luoghi notevoli sono il museo a cielo aperto di Göreme, le città sotterranee di Kaymaklı e Derinkuyu, la valle di Zelve, Gomeda, Peribacalar Vadisi (Valle dei camini delle fate), Soğanlı vadisi, le città sotterranee di Özkonak, Tatlarin, Mazi e Acıgöl; le chiese come quelle di El Nazar e Aynalı.

## Storia
Per millenni la regione è stata ricca di insediamenti umani. Vi fiorirono alcune antiche civiltà, ciascuna delle quali ha lasciato in Cappadocia la propria impronta culturale. Abitata fin dall'età della pietra, la Cappadocia subì inizialmente l'influenza politica e culturale degli Assiri, che vi fondarono numerose colonie. Nel II millennio a.C. fu la culla della civiltà ittita, al crollo della quale fu assoggettata dall'impero persiano. Nel IV secolo a.C., dopo la conquista dell'oriente da parte di Alessandro Magno, la Cappadocia divenne un regno ellenistico governato dalla dinastia degli ariaratidi e mantenne l'indipendenza fino all'anno 17, quando fu annessa come provincia dall'impero romano. Fra il II e il III secolo fu un terreno fertile per la diffusione del cristianesimo, che influenzò profondamente la cultura della Cappadocia per tutto il periodo romano e poi bizantino.

### Çatal Hüyük e Maàìlan

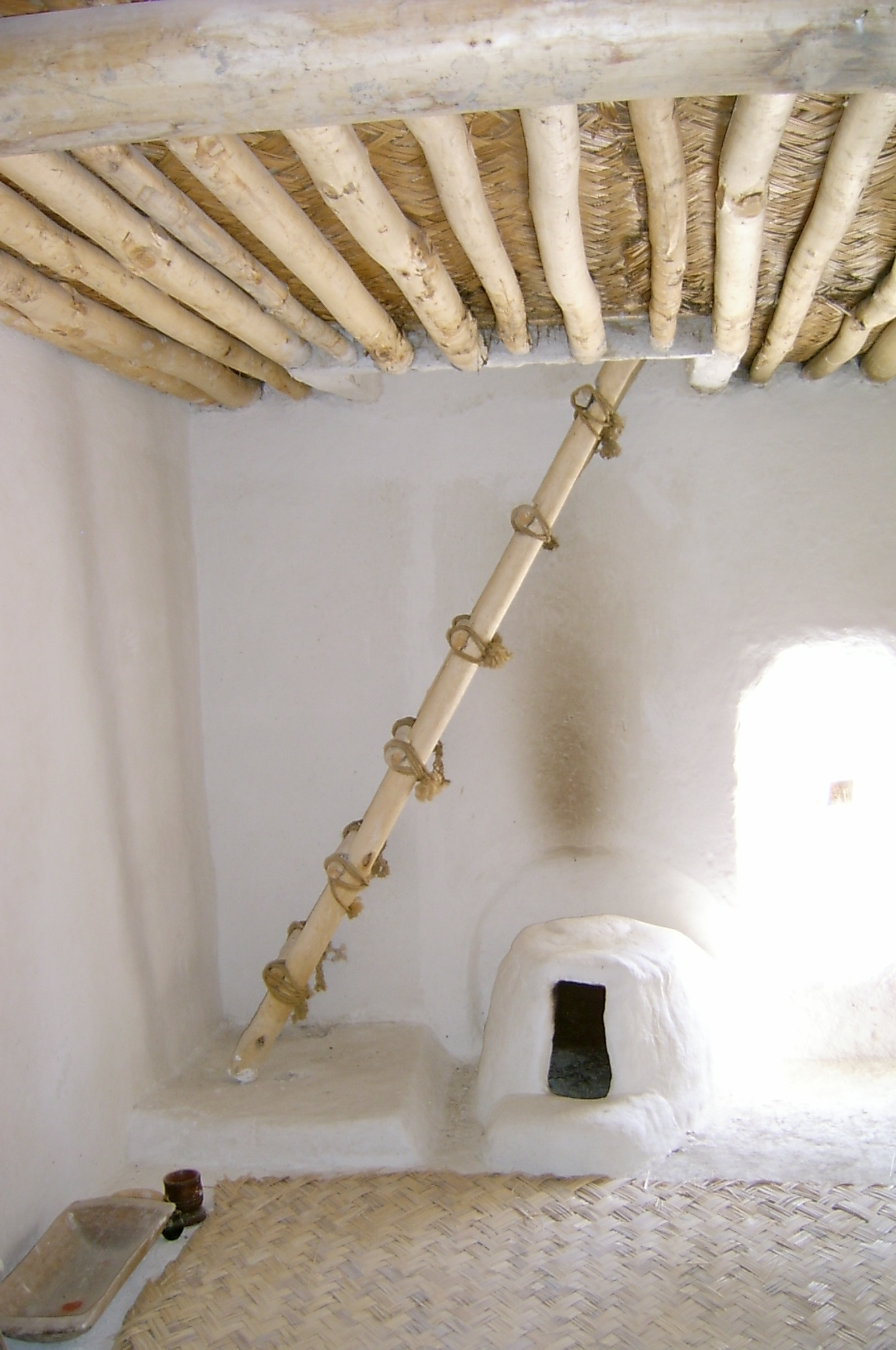
Ricostruzione dell'interno di un'abitazione di Çatalhöyük.

Çatalhöyük è un sito che risale all'epoca neolitica, circa 60 km a sud-est di Konya quindi fuori dai confini della Cappadocia indicati in precedenza, nel quale è stato trovato quello che si considera come l'inizio della storia dell'Anatolia.
Si tratta di un affresco murale dell'anno 6200 a.C., che mostra, in primo piano, le case della località, con sullo sfondo un vulcano fumante in eruzione, che si ritiene essere Hasandağ.
L'affresco, esposto al Museo delle civiltà anatoliche di Ankara, è forse la pittura paesaggistica più antica del mondo.
Tra il 5000 e il 4000 a.C., la Cappadocia ospitava diversi principati indipendenti.
La città più importante di tale periodo fu Puruskanda.
Diciassette di questi principati si coalizzarono nel XXIII secolo a.C., per lottare contro il re sumero Naram Sin, andando a costituire la prima di una serie di alleanze nella storia dell'Anatolia.

### Epoca delle colonie commerciali assire

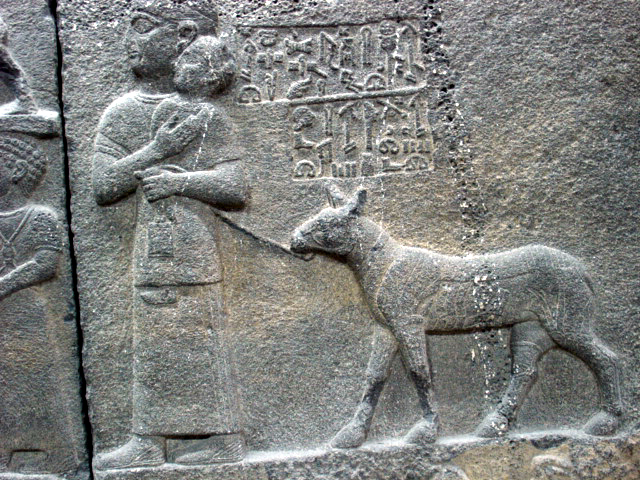
Dettaglio assiro, dal Museo Archeologico di Ankara.

All'inizio del II millennio a.C., l'Anatolia attraversò un'epoca di splendore durante la quale attrasse molti abitanti.
Gli Assiri, celebri per la loro abilità di commercianti, si stabilirono nella regione, attratti dalle sue ricchezze, e vi organizzarono degli empori chiamati Karuma.
Il Kârum più importante fu quello della cittadella di Kanesh (oggi Kültepe).
Gli Assiri portavano in Anatolia stagno, tessuti e profumi, e vi acquistavano oro, argento e rame.
Questa forma di commercio durò centocinquanta anni, fino a quando non fu disperso dalle guerre tra i regni della regione.
Nel 1925, un'équipe di archeologi scoprì a Kültepe le "tavole di Cappadocia", che descrivono la colonia mercantile ai tempi degli Assiri, e costituiscono il più antico documento scritto sulla storia della Cappadocia.

### Periodo ittita

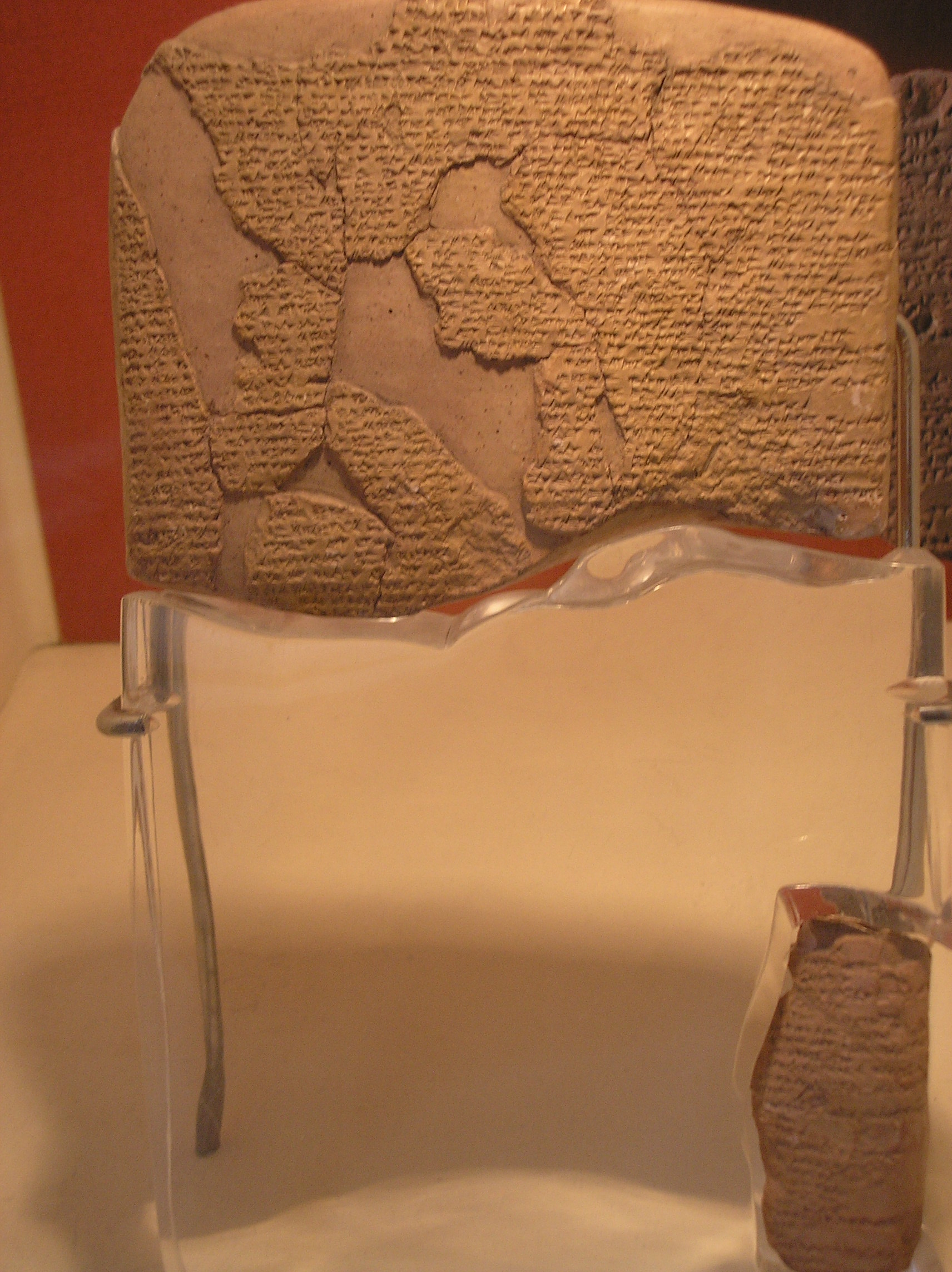
Copia del trattato egizio-ittita, da Ḫattuša (ora al Museo di Istanbul).

Sebbene vi sia poca certezza circa l'origine della civiltà ittita, si sa con sicurezza che essa fiorì in Anatolia centrale nel II millennio a.C., avendo Ḫattuša (oggi Boğazkale) quale centro di potere nella regione, che essi chiamavano Tabal.
Gli Ittiti fondarono diverse città, insieme agli abitanti della regione, e diedero forma a un regno che si estendeva fino a Babilonia.
L'antico regno ittita mise fine al dominio della dinastia semitica di Hammurabi.
Una particolare importanza rivestono, nella storia ittita, i secoli XV e XVI a.C., che segnarono il culmine dello sviluppo della civiltà.
Alla fine del millennio, le guerre con l'Egitto (culminate nel trattato di pace di Kades, del 1286 a.C.) destabilizzarono l'impero hittita, che cedette infine agli invasori provenienti dai paesi dell'Europa orientale.
Con il crollo del regno ittita, la Cappadocia si avviò verso il periodo più buio della sua esistenza, tra il X e il VII secolo a.C.

### Periodo persiano
La Cappadocia cadde in mano persiana nel VI secolo a.C., uno status mantenuto fino alla conquista di Alessandro Magno due secoli più tardi.
I Persiani divisero l'Anatolia in province (satrapie), assegnando a ciascuna un governatore (satrapo).
I principati erano collegati al porto di Efeso (presso la città turca di Kuşadası) tramite la "Via Reale di Persia", che iniziava proprio in quella città e, passando attraverso le città di Sardi e Mazaka (ora Kayseri), raggiungeva la Mesopotamia e Susa, capitale della Persia.
I satrapi rimettevano alla Persia le imposte da loro riscosse, sotto forma di oro, pecore, asini o dei famosi cavalli della Cappadocia.

### Periodo ellenistico
Nel IV secolo a.C., Alessandro Magno intraprese la conquista dell'Asia Minore, dopo il famoso episodio del nodo gordiano, prendendo la Cappadocia dalle mani dei Persiani.
Lasciò sul posto il suo luogotenente Sabictas (o Abistamenes), perché tenesse il controllo della regione, che rimase sotto dominazione macedone fino alla morte di Alessandro, nel 323 a.C. L'anno successivo la Cappadocia riacquistò indipendenza e sovranità sotto la guida di Ariarate I. Fu in questo periodo che Cappadocia ha acquistato un forte carattere culturale ellenistico che rimarrà vivo fino all'epoca bizantina.
vedi anche: Ellenismo e Dialetto greco-cappadocico

### Periodo romano

L'impero romano e la provincia romana di Cappadocia.

La Cappadocia iniziò la lunga storia dei suoi rapporti con Roma sotto il regno di Ariarate IV, dapprima come nemica, sostenendo la causa di Antioco III il Grande nella Guerra siriaca, quindi come alleata, nella lotta contro Perseo di Macedonia durante la Terza guerra macedonica.
Da quel momento, la Cappadocia fu sempre alleata con la Repubblica romana.
Nel 130 a.C., Ariarate V marciò a fianco del console romano Publio Licinio Crasso Dive Muciano contro Eumene III (Aristonico), che accampava pretese regali sul Regno di Pergamo.
Ma la sua sconfitta, e la liquidazione del suo esercito, portò dietro di sé uno strascico di lotte intestine che decretarono la fine della sua dinastia.
La Cappadocia scelse allora un leader locale di nome Ariobarzane I, sostenuto da Roma nel 93 a.C. Ariobarzane, tuttavia, non poté iniziare effettivamente il suo regno se non trent'anni più tardi, quando Roma, con Lucio Cornelio Silla come generale, gli spianò la strada mettendo ai margini il re armeno Tigrane II.
Durante la guerra civile tra Cesare e Pompeo, che precedette l'ascesa al potere di Giulio Cesare, la posizione della Cappadocia oscillò tra i due contendenti, dapprima in favore di Pompeo per poi volgersi in favore di Cesare.

#### Provincia romana
In seguito la dinastia di Ariobarzane ebbe fine, e la regione manterrà la sua indipendenza tributaria fino all'anno 17 d.C., quando l'imperatore Tiberio, ridusse la regione al suo dominio elevandola a provincia romana.
Due legioni romane garantirono un presidio permanente sotto l'imperatore Vespasiano, che cercava di proteggere la sua provincia da Levante.
Le guarnigioni militari si accrebbero e si convertirono in fortezze sotto Traiano, che costruì anche strade militari nella regione.
Nel III secolo le relazioni commerciali tra la Cappadocia e le regioni di Smirne ed Efeso si fecero così intensi che furono battute monete con i nomi delle tre città.

### Periodo bizantino

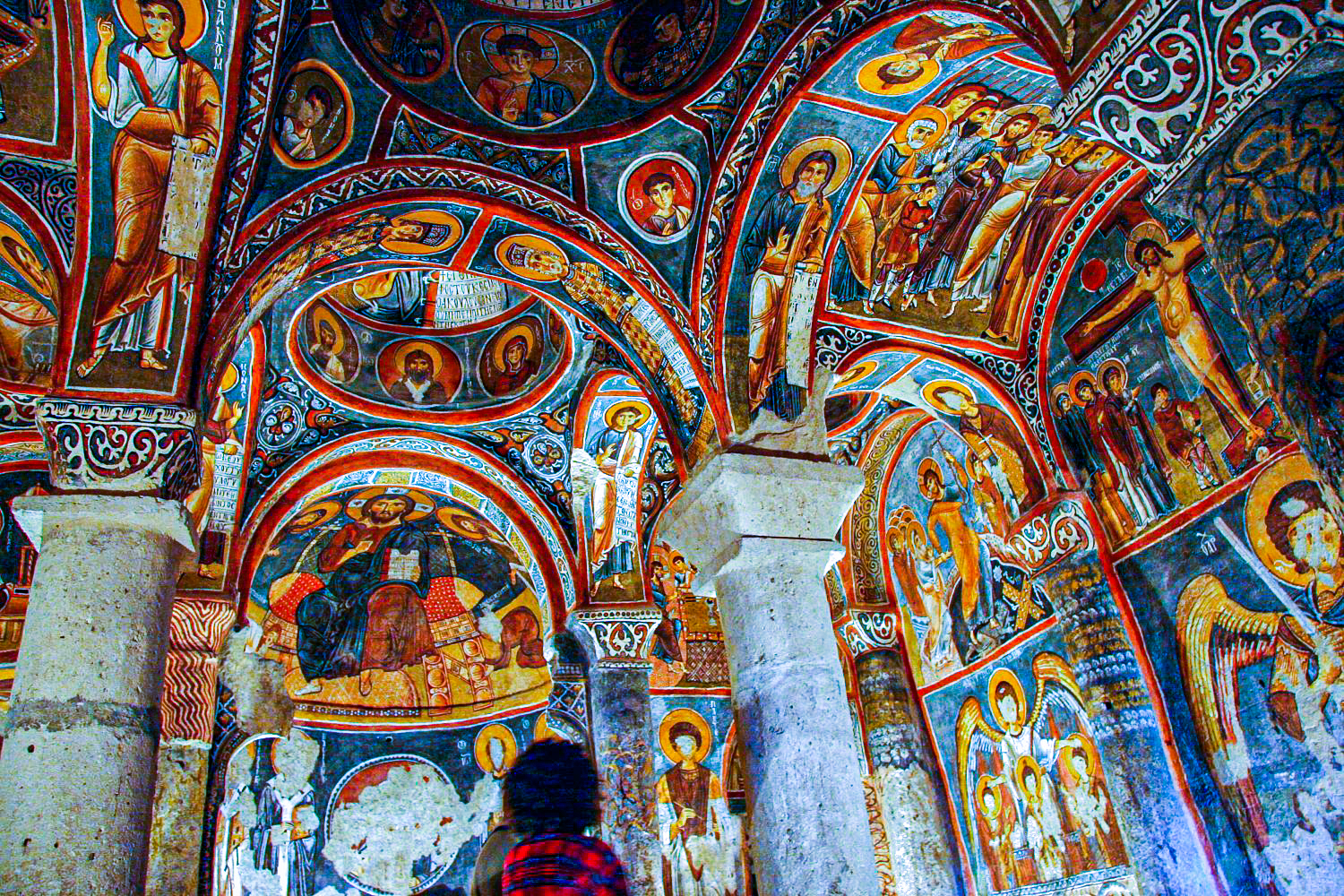
La Chiesa oscura (Karanlik Kilise) di Göreme.

A partire dal IV secolo, la Cappadocia iniziò una trasformazione, questa volta influenzata dai monasteri greco-ortodossi di Palestina ed Egitto, i cui modelli furono seguiti nell'introduzione della religione cristiana, sotto il patrocinio dell'Impero bizantino.
Nei secoli VI e VII, apparvero le prime chiese dipinte.
Queste chiese, come la maggior parte delle case nella regione, non erano costruite in forma di edifici, ma venivano - piuttosto - "intagliate" nella roccia. Le grotte artificiali così ottenute venivano poi decorate e sistemate secondo necessità. Esistono nella regione più di seicento chiese con queste caratteristiche.
Anche le chiese della Cappadocia subirono gli sfregi del periodo iconoclasta della storia bizantina (725-843), e molte pitture parietali soffrirono danneggiamenti a causa del divieto di riprodurre qualsiasi figura sacra.
Vedi anche: Impero bizantino e Iconoclastia

### Periodo selgiuchide
I Selgiuchidi, turchi oghuz come gli Ottomani che abbatterono l'Impero bizantino nel 1453, cominciarono a penetrare in Cappadocia a partire dall'XI secolo, dopo la Battaglia di Manzicerta del 1071, in cui sconfissero l'esercito bizantino, dando inizio alla progressiva conquista del territorio spingendo le popolazioni greco-bizantine cristiane verso la costa ionica con il passare dei secoli.
Dopo la presa di Cesarea nel 1082, i Selgiuchidi diedero inizio a una grande espansione urbanistica nella regione, costruendo moschee a Cesarea, Aksaray, Niğde e in altre città, a cui si aggiunse un'Accademia di Medicina nel 1206.

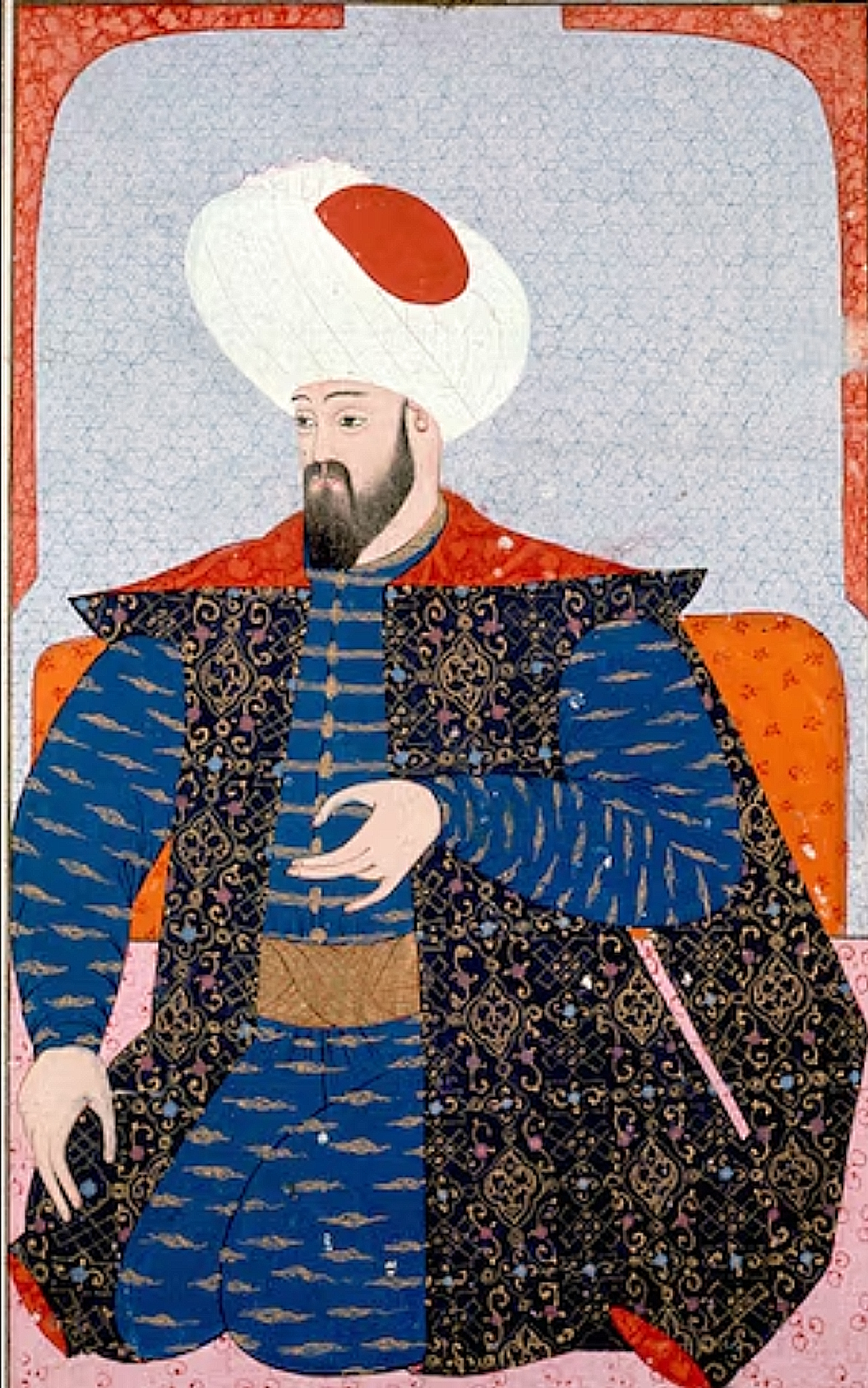
Osman I, fondatore della dinastia ottomana.

Inoltre, edificarono numerosi caravanserragli (kervansaray, letteralmente alberghi per carovane), che fornivano alloggio e rifugio alle carovane che percorrevano la via della seta, permettendo un sicuro pernottamento lungo il tragitto; alcuni offrivano servizi aggiuntivi a quelli di ospitalità, come infermerie, scuderie e moschee.
I caravanserragli erano diffusi in tutta l'Anatolia, distanziati di circa 30 km l'uno dall'altro, potendo altresì servire come postazioni difensive del territorio in tempo di guerra.
Tra queste costruzioni, spicca il caravanserraglio di Agzikarahan, costruito nel XIII secolo.
Nei secoli che seguirono, l'Anatolia fu teatro di conflitti tra i Selgiuchidi, Bizantini e Crociati.
Questi ultimi, nel 1097, durante la Prima crociata, presero Nicea (İznik), capitale selgiuchide, e obbligarono gli avversari a emigrare fino a Iconio (Konya), in Anatolia centrale.
I Selgiuchidi posero le radici di quello che, dal XV secolo, sarebbe sorto come Impero ottomano, le cui origini provenivano da uno dei sultanati - nucleo originario del futuro impero - staccatosi dallo Stato selgiuchide sotto il comando di un capo di nome ʿOthmān I Ghāzī (Osman I), che diede il suo nome alla dinastia ottomana, in turco detta degli Osmanli.

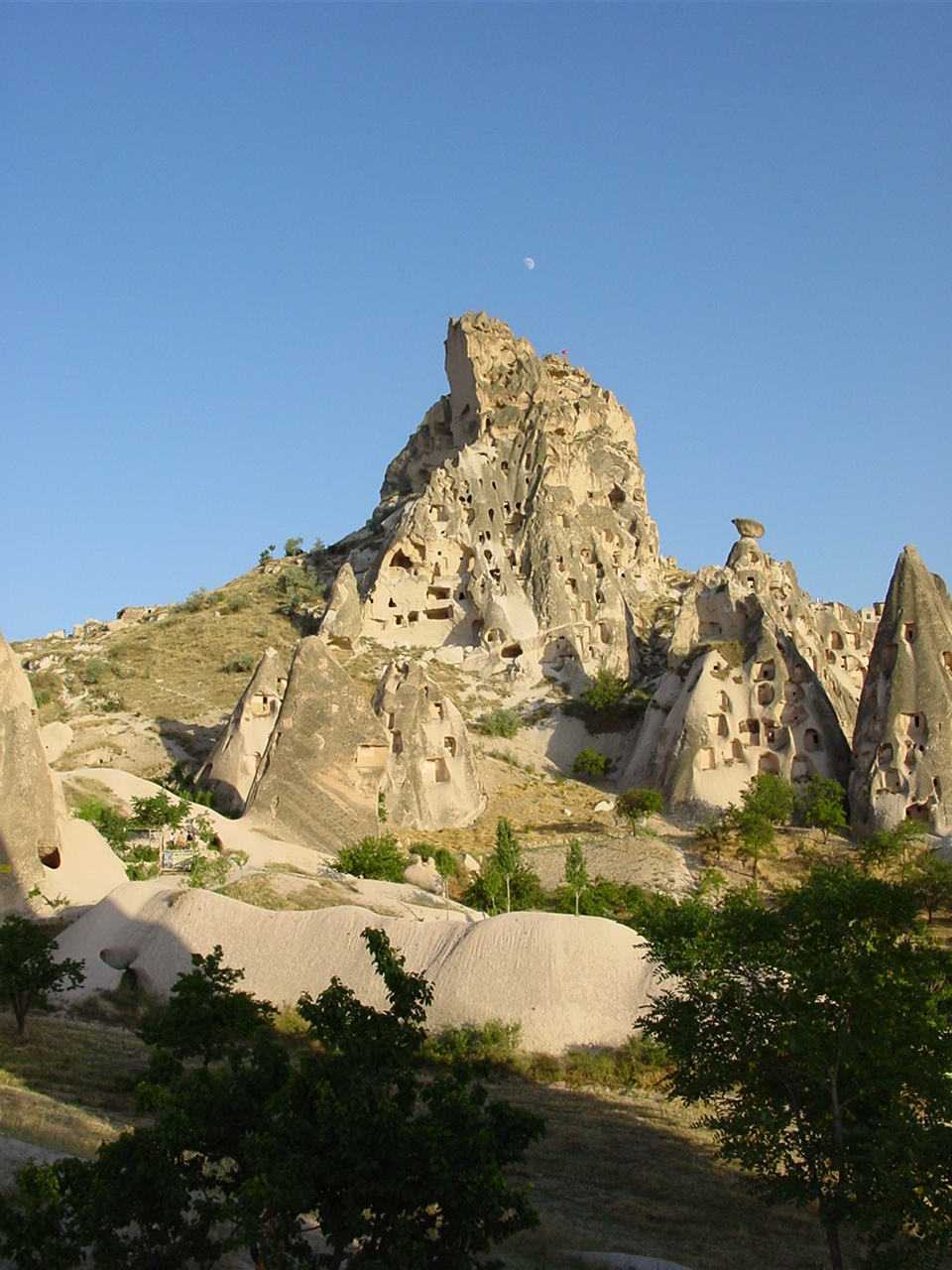
Abitazioni rupestri

### XX e XXI secolo
La Cappadocia è da sempre una zona di importanti attrattive turistiche, con afflusso di visitatori provenienti dalla regione e da paesi vicini.
La regione attirò l'attenzione dell'Europa e del resto del mondo negli anni trenta e quaranta del XX secolo, con la diffusione dell'opera del sacerdote francese Guillaume de Jerphanion, che pubblicò i suoi studi sulle chiese in Cappadocia.
Questi fatti hanno portato a una grande crescita della domanda turistica nella seconda metà del XX secolo.
Durante i due decenni degli anni ottanta e novanta, la regione si trovò di fronte a un'esplosione del movimento turistici che non poteva essere soddisfatto con la ventina di alberghi presenti nella regione.
Gli abitanti dei villaggi iniziarono ad affittare camere e a trasformare le loro proprietà per poter dare ospitalità ai visitatori, mentre nuove strutture di accoglienza venivano costruiti, nel rispetto del paesaggio e della natura, e senza cancellare il folklore locale.
Secondo cifre ufficiali, nel 2005 la regione è stata visitata da 850 000 turisti stranieri e da un milione di turisti nazionali.
Questa domanda ha rivitalizzato l'attività economica della regione, poiché non ne beneficiano solo l'industria del turismo e della gastronomia, ma anche i produttori locali del settore della ceramica e del tessile, i cui artigiani incontrano di un mercato ampio e ricettivo.

## Cristianesimo nella regione

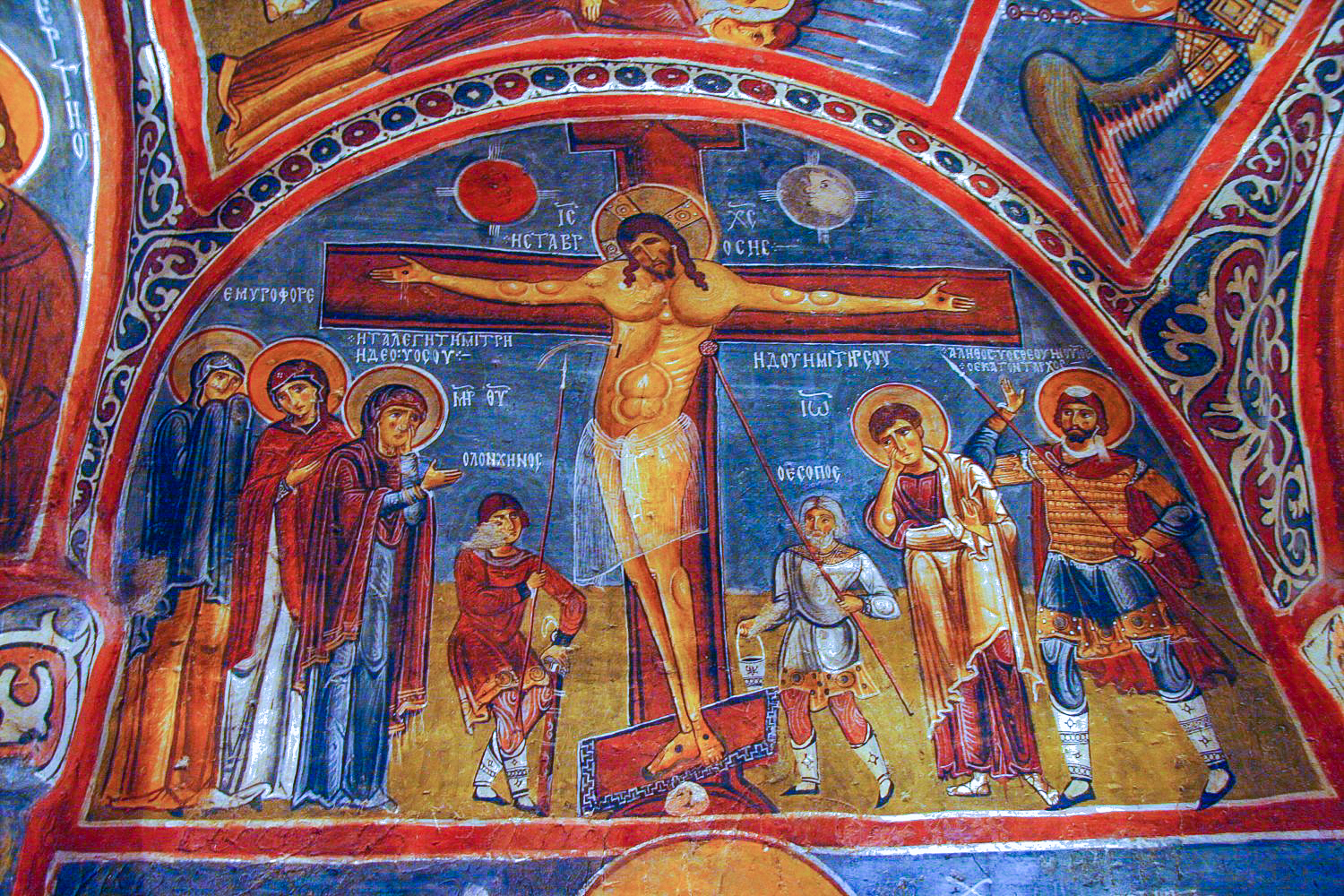
Affresco sulla parete sud della Chiesa Oscura di Göreme.

La Cappadocia ha avuto un ruolo speciale nella tradizione cristiana, per diversi motivi.
- Durante i primi anni del cristianesimo, la Cappadocia fu terreno fertile per la diffusione di quella religione, che partì dalla vivace comunità cristiana di Antiochia di Siria; inoltre la Cappadocia è vicina alle sette Chiese dell'Asia menzionate nell'Apocalisse del Nuovo Testamento.
- Durante il periodo di persecuzione romana contro i primi cristiani, le grotte e i passaggi sotterranei scavati dai Frigi tra l'VIII e il VII secolo a.C. divennero una vera e propria città sotterranea nella quale i cristiani trovarono rifugio fino alla cessazione delle persecuzioni con il regno di Costantino. Scoperta negli anni sessanta, la città di Derinkuyu, una delle 36 città sotterranee trovate, ha una profondità di circa 60 metri, per un totale di 13 piani; ha un'estensione di alcuni chilometri e poteva ospitare approssimativamente 3 000 persone. Le sale sono interconnesse tramite gallerie e il complesso comprende numerosi camini di ventilazione, pozzi per l'acqua, servizi sanitari, magazzini per le provviste, sale per le riunioni e luoghi di preghiera.

Molti dei primi cristiani vissero in Cappadocia nel corso del II e III secolo, mentre quattro santi vi sono nati nel IV secolo: San Mamete, san Basilio Magno (nato a Cesarea), san Gregorio Nazianzeno il Vecchio e san Gregorio Nazianzeno il Giovane.
- Paolo di Tarso effettuò tre viaggi attraverso la Cappadocia, tra il 44 e il 58.
- Sebbene sia storicamente controversa, esiste una tradizione agiografica che vuole San Giorgio nativo della Cappadocia, figlio di un soldato dell'esercito romano del III secolo.

Fu la seconda destinazione dell'esilio a cui fu condannato Eusebio di Vercelli per aver difeso la fede nicena in contrasto con l'Imperatore Costanzo II.
Nel Medioevo prese forma la leggenda di San Giorgio e il drago, e il santo divenne patrono di molti stati e corone dell'Europa, compresi, tra l'altro, la Corona d'Aragona, e i regni del Portogallo e d'Inghilterra. La croce di San Giorgio si incontra ancora nelle bandiere di Genova, Georgia e Inghilterra oltre che nello scudo di Barcellona e in quello d'Aragona.